# Domine Non Es Dignus
 (juillet 2018).
Si vous disposez d'ouvrages ou d'articles de référence ou si vous connaissez des sites web de qualité traitant du thème abordé ici, merci de compléter l'article en donnant les références utiles à sa vérifiabilité et en les liant à la section « Notes et références ».
Albums de Anaal Nathrakh
The Codex Necro
(2001) Eschaton
(2006)
Domine Non Es Dignus est le deuxième album studio du groupe de Black metal anglais Anaal Nathrakh. L'album est sorti le 2 novembre 2004 sous le label Season of Mist.
Domine Non Es Dignus est la traduction en latin de "Seigneur, vous n'êtes pas digne (de l'être)".
Les compositions de cet album sont différentes de son prédécesseur, The Codex Necro. En effet, les compositions sont plus mélodiques et, de plus, des voix claires ont été ajoutées au chant criard de Dave Hunt.
Le titre Rage, Rage Against the Dying of the Light est une référence au poème de Dylan Thomas, Do Not Go Gentle Into That Good Night.
Le titre Procreation of the Wretched est une référence et un hommage au groupe Celtic Frost et à leur titre Procreation of the Wicked.

## Musiciens
- Dave Hunt - Chant
- Mike Kenney - Tous les instruments

## Liste des morceaux
1. I Wish I Could Vomit Blood on You... ...People - 01:51
2. The Oblivion Gene - 03:06
3. Do Not Speak - 05:33
4. Procreation of the Wretched - 04:35
5. To Err Is Human, to Dream - Futile - 03:47
6. Revaluation of All Values - 04:49
7. The Final Destruction of Dignity - 03:33
8. Swallow the World - 03:59
9. This Cannot Be the End - 06:24
10. Rage, Rage against the Dying of the Light - 04:25